# Martin Hübscher
Martin Hübscher (15 marzo 1969) è un agricoltore e politico svizzero dell'Unione Democratica di Centro (UDC). Dal 2023 è membro del Consiglio nazionale per il Canton Zurigo.

## Biografia
Dal 2015 al 2023 fu membro del Gran Consiglio del Canton Zurigo, e in questo ruolo dal 2018 venne nominato capogruppo dell'UDC. Si candidò come Consigliere nazionale alle elezioni federali del 2023, venendo eletto con 120 588 preferenze e risultando così il dodicesimo candidato più votato nel cantone.